# Futbol'nyj Klub SKA-Ėnergija 2012-2013
Questa voce raccoglie le informazioni riguardanti il Futbol'nyj Klub SKA-Ėnergija nelle competizioni ufficiali della stagione 2012-2013.

## Stagione
Nella stagione 2012-2013 il FK SKA-Ėnergija ha disputato la Pervenstvo Futbol'noj Nacional'noj Ligi (PFNL), seconda serie del campionato russo di calcio, terminando il torneo al quarto posto con 52 punti conquistati in 32 giornate, frutto di 13 vittorie, 13 pareggi e 6 sconfitte, qualificandosi ai play-off promozione. Nei play-off ha affrontato il Rostov, tredicesimo classificato in Prem'er-Liga: dopo aver perso la gara di andata in trasferta per 0-2, ha perso anche la gara di ritorno in casa per 0-1, rimanendo in PFNL anche per la stagione successiva. In Coppa di Russia è sceso in campo sin dal quarto turno, eliminando prima l'Amur-2010 Blagoveščensk e poi l'Amkar Perm', per poi essere eliminato negli ottavi di finale dallo Enisej.

## Rosa
| N. |                         | Ruolo | Calciatore               |
| -- | ----------------------- | ----- | ------------------------ |
| 1  | Russia (bandiera)       | P     | Aleksej Solosin          |
| 2  | Turkmenistan (bandiera) | C     | Wýaçeslaw Krendelew      |
| 3  | Russia (bandiera)       | D     | Igor' Udalyj             |
| 4  | Russia (bandiera)       | C     | Roman Slavnov            |
| 5  | Russia (bandiera)       | D     | Sergej Nesterenko        |
| 6  | Lituania (bandiera)     | D     | Tomas Mikuckis           |
| 7  | Russia (bandiera)       | C     | Andrej Murnin (capitano) |
| 8  | Armenia (bandiera)      | D     | Ṙobert Arzowmanyan       |
| 9  | Lituania (bandiera)     | C     | Darius Miceika           |
| 10 | Russia (bandiera)       | A     | Vladislav Nikiforov      |
| 11 | Georgia (bandiera)      | C     | Otar Martsvaladze        |
| 12 | Russia (bandiera)       | A     | Chasan Mamtov            |
| 13 | Georgia (bandiera)      | C     | Shota Grigalashvili      |
| 14 | Russia (bandiera)       | D     | Andrej Semënov           |
| 15 | Russia (bandiera)       | C     | Maksim Zjuzin            |
| 16 | Russia (bandiera)       | D     | Michail Solovej          |
| 17 | Russia (bandiera)       | P     | Aleksandr Agapov         |
| 18 | Russia (bandiera)       | C     | Konstantin Zuev          |
| 19 | Russia (bandiera)       | C     | Alexej Semenov           |

| N. |                           | Ruolo | Calciatore           |
| -- | ------------------------- | ----- | -------------------- |
| 20 | Russia (bandiera)         | A     | Valerij Basiev       |
| 21 | Russia (bandiera)         | D     | Ivan Kal'čuk         |
| 22 | Russia (bandiera)         | A     | Nikita Satalkin      |
| 23 | Russia (bandiera)         | A     | Aleksandr Radčenko   |
| 26 | Russia (bandiera)         | A     | Vasilij Karmazinenko |
| 27 | Costa d'Avorio (bandiera) | C     | Serge Deble          |
| 28 | Russia (bandiera)         | C     | Aleksandr Erochin    |
| 30 | Ucraina (bandiera)        | C     | Maksym Trusevyč      |
| 32 | Costa d'Avorio (bandiera) | A     | Eugène Koffi Kouamé  |
| 33 | Georgia (bandiera)        | D     | Lasha Salukvadze     |
| 34 | Russia (bandiera)         | C     | Artëm Voronkin       |
| 35 | Russia (bandiera)         | D     | Anatolij Romanovič   |
| 40 | Russia (bandiera)         | P     | Anton Kozorez        |
| 48 | Russia (bandiera)         | A     | Evgenij Lucenko      |
| 55 | Russia (bandiera)         | D     | Sergej Goljatkin     |
| 65 | Georgia (bandiera)        | D     | Giorgi Navalovski    |
| 77 | Russia (bandiera)         | D     | Elbrus Zuraev        |
| 99 | Georgia (bandiera)        | C     | Gocha Khojava        |

## Risultati

### Campionato
| Arbitro: | Lasha Verulidze |

|                          |           |                   |
| Manuchekhr Dzhalilov 67’ | Marcatori | 44’ Roman Slavnov |

| Arbitro: | Vasili Miroshnichenko |

|                                              |           |  |
| Anatoliy Romanovich 40’ Evgeniy Lutsenko 66’ | Marcatori |  |

| Arbitro: | Sergey Karasev |

|                     |           |                  |
| Spartak Gogniev 86’ | Marcatori | 5’ Andrey Murnin |

| Arbitro: | German Kravchenko |

|                      |           |  |
| Evgeniy Lutsenko 45’ | Marcatori |  |

| Arbitro: | Igor Fedotov |

|                   |           |  |
| Andrey Volgin 52’ | Marcatori |  |

| Arbitro: | Aleksey Sukhoy |

|                                          |           |                    |
| Anatoliy Romanovich 18’ Koffi Kouame 67’ | Marcatori | 23’ Maksim Andreev |

| Arbitro: | Timur Arslanbekov |

|                          |           |  |
| Vyacheslav Krendelev 57’ | Marcatori |  |

| Mosca 28 agosto 2012, ore 18:00 9ª giornata | Torpedo Mosca   | 0 – 0 referto | SKA-Ėnergija | Luzhniki Stadium (2.000 spett.)\| Arbitro: \| Vitali Rushakov \| |
| Arbitro:                                    | Vitali Rushakov |               |              |                                                                  |

| Arbitro: | Vyacheslav Popov |

|                                                                      |           |                   |
| Maksim Zyuzin 27’ Evgeniy Lutsenko 56’ Nikita Satalkin 90'+3’ (rig.) | Marcatori | 51’ Artem Beketov |

| Arbitro: | Sergey Lapochkin |

|  |           |                             |
|  | Marcatori | 41’ (rig.) Evgeniy Lutsenko |

| Arbitro: | Denis Shpilev |

|                          |           |                        |
| Vyacheslav Krendelev 54’ | Marcatori | 87’ Andrey Vasyanovich |

| Arbitro: | Aleksey Matyunin |

|                                            |           |                                        |
| Andrey Gorbanets 35’ Aleksandr Dimidko 63’ | Marcatori | 2’ Tomas Mikuckis 73’ Evgeniy Lutsenko |

| Arbitro: | Vladimir Rogulev |

|                   |           |                                           |
| Andrey Murnin 27’ | Marcatori | 8’ Denis Skorokhodov 25’ Aleksey Medvedev |

| Arbitro: | Vitali Rushakov |

|  |           |                                            |
|  | Marcatori | 34’ (aut.) Eldar Mamaev 38’ Tomas Mikuckis |

| Arbitro: | Evgeni Turbin |

|                   |           |  |
| Roman Slavnov 57’ | Marcatori |  |

| Arbitro: | Vladislav Bezborodov |

|                   |           |                      |
| Vitali Galysh 22’ | Marcatori | 90'+3’ Khasan Mamtov |

| Chabarovsk 26 ottobre 2012, ore 10:00 18ª giornata | SKA-Ėnergija         | 0 – 0 referto | Neftechimik | Lenin Stadion (4.000 spett.)\| Arbitro: \| Vyacheslav Kharlamov \| |
| Arbitro:                                           | Vyacheslav Kharlamov |               |             |                                                                    |

| Arbitro: | Vladimir Rogulev |

|                                                     |           |                                               |
| Aleksandr Alkhazov 8’ Aleksandr Alkhazov 19’ (rig.) | Marcatori | 54’ Aleksandr Radchenko 80’ Robert Arzumanyan |

| Arbitro: | Sergej Ivanov |

|  |           |                                                |
|  | Marcatori | 12’ Spartak Gogniev 62’ (rig.) Spartak Gogniev |

| Arbitro: | Mikhail Belov |

|                       |           |                         |
| Sergey Pyatikopov 75’ | Marcatori | 18’ Aleksandr Radchenko |

| Arbitro: | Anton Anopa |

|                   |           |  |
| Roman Slavnov 14’ | Marcatori |  |

| Arbitro: | Igor Fedotov |

|                            |           |                                             |
| Aleksey Solosin 11’ (aut.) | Marcatori | 12’ Otar Martsvaladze 53’ Aleksandr Erokhin |

| Arbitro: | Sergey Kostevich |

|                      |           |  |
| Aleksey Medvedev 52’ | Marcatori |  |

| Arbitro: | Vladimir Kazmenko |

|                      |           |                         |
| Evgeniy Lutsenko 31’ | Marcatori | 37’ Nikita Bezlikhotnov |

| Arbitro: | Vladimir Seldyakov |

|  |           |                             |
|  | Marcatori | 90’ (rig.) Evgeniy Lutsenko |

| Arbitro: | Sergey Smirnov |

|  |           |                                                                          |
|  | Marcatori | 55’ (rig.) Evgeniy Kaleshin 61’ Mersudin Ahmetović 90'+1’ Jairo Mosquera |

| Arbitro: | Igor Nizovtsev |

|                     |           |                                             |
| Dmitriy Kabutov 54’ | Marcatori | 25’ Otar Martsvaladze 37’ Otar Martsvaladze |

| Arbitro: | Kirill Levnikov |

|                       |           |                      |
| Otar Martsvaladze 37’ | Marcatori | 16’ Andrey Gorbanets |

| Arbitro: | German Kravchenko |

|                    |           |  |
| Maksim Zhitnev 37’ | Marcatori |  |

| Arbitro: | Vyacheslav Popov |

|                                                                                      |           |  |
| Aleksandr Erokhin 10’ Evgeniy Lutsenko 29’ Shota Grigalashvili 52’ Gocha Khojava 65’ | Marcatori |  |

| Arbitro: | Aleksey Matyunin |

|                    |           |                    |
| Dmitriy Sysuev 52’ | Marcatori | 73’ Artem Voronkin |

| Chabarovsk 19 maggio 2013, ore 09:00 33ª giornata | SKA-Ėnergija      | 0 – 0 referto | Ufa | Lenin Stadion (8.200 spett.)\| Arbitro: \| Timur Arslanbekov \| |
| Arbitro:                                          | Timur Arslanbekov |               |     |                                                                 |

#### Spareggio promozione/retrocessione
| Arbitro: | Sergey Karasev |

|                                      |           |  |
| Guélor Kanga 42’ Razvan Cocis 90'+1’ | Marcatori |  |

| Arbitro: | Maksim Layushkin |

|  |           |                   |
|  | Marcatori | 66’ Danko Lazovic |

### Kubok Rossii
| Arbitro: | Vladimir Moskalev |

|  |           |                          |
|  | Marcatori | 63’ Vyacheslav Krendelev |

| Arbitro: | Lasha Verulidze |

|                                             |           |                          |
| Robert Arzumanyan 16’ Evgeniy Lutsenko 102’ | Marcatori | 82’ Artur Ryabokobylenko |

| Arbitro: | Vladimir Seldyakov |

|                     |           |  |
| Aleksey Bazanov 22’ | Marcatori |  |

## Statistiche

### Statistiche di squadra
| Competizione    | Punti | In casa | In casa | In casa | In casa | In casa | In casa | In trasferta | In trasferta | In trasferta | In trasferta | In trasferta | In trasferta | Totale | Totale | Totale | Totale | Totale | Totale | DR  |
| Competizione    | Punti | G       | V       | N       | P       | Gf      | Gs      | G            | V            | N            | P            | Gf           | Gs           | G      | V      | N      | P      | Gf     | Gs     | DR  |
| --------------- | ----- | ------- | ------- | ------- | ------- | ------- | ------- | ------------ | ------------ | ------------ | ------------ | ------------ | ------------ | ------ | ------ | ------ | ------ | ------ | ------ | --- |
| PFNL            | 52    | 16      | 8       | 5       | 3       | 19      | 12      | 16           | 5            | 8            | 3            | 17           | 14           | 32     | 13     | 13     | 6      | 36     | 26     | +10 |
| PFNL - play-off | -     | 1       | 0       | 0       | 1       | 0       | 1       | 1            | 0            | 0            | 1            | 0            | 2            | 2      | 0      | 0      | 2      | 0      | 3      | -3  |
| Kubok Rossii    | -     | 1       | 1       | 0       | 0       | 2       | 1       | 2            | 1            | 0            | 1            | 1            | 1            | 3      | 2      | 0      | 1      | 3      | 2      | +1  |
| Totale          | -     | 18      | 9       | 5       | 4       | 21      | 14      | 19           | 6            | 8            | 5            | 18           | 17           | 37     | 15     | 13     | 9      | 39     | 31     | +8  |